# Павлов, Пламен
Пламен Павлов (12 июля 1958, Пейчиново, Бяла, Русенская область) — болгарский историк, поэт и телеведущий.

## Биография
Родился в семье учителей, с 1962 года он живёт в город Русе, где получил среднее образование. В 1978—1982 годах обучался в Великотырновском университете (ВТУ). С 1984 г. преподаёт в ВТУ историю Византии, балканских стран в период IV—XV вв., доктор истории (1991), профессор (2012). В 1991 г защитил диссертацию по теме «Болгария, Византия и куманы. 70-е годы XI — начало XIV века». В разное время читал лекции по истории Византии и балканских стран, средневековой болгарской истории и истории культуры в различных университетах Болгарии (Пловдив, Шумен, Варна), участвует в различных форумах болгарских организаций за рубежом (Украина, Молдавия, Чехия, США, Румыния, Македония и др.). Является сценаристом и консультантом нескольких документальных фильмов, посвящённых истории Болгарии и судьбе болгарской диаспоры. В 2005—2008 гг. был ведущим авторской передачи «Студия истории и культуры» на Национальной радиосети «Фокус». С июня 2003 г. автор-ведущий передачи об истории и культуре «Час по Болгарии» на Национальном телеканале «Скат». Инициатор и участник различных научных, культурных и общественных проектов: «Болгары в Северном Причерноморье», «Онгъл», «Ассоциация Всемирная Болгария», возведение памятников хану Кубрату в селе Мала Перещепина в Полтаву (2001). св. Кирилл и Мефодий в Микулчицах (Чехия) (2009) и другие.
В 1998—2002 гг. Пламен Павлов возглавлял Государственное агентство болгар за рубежом.
Пламен Павлов является автором или соавтором более 300 статей, книг, учебников, энциклопедий, публицистики, поэзии. Он является инициатором создания премии «Златы Могленской» для болгарина года от общины болгар за рубежом.
В период 2014—2018 является членом Болгарской академии наук и искусств. Председатель кружка «Будитет» (с 2010 года). В 2016 году он стал председателем недавно созданного Центра медиа-исследований в Великотырновском университете.

## Признание и отличия
В 2018 году он был избран президентом Фонда Васила Левского, а 22 марта 2018 года был объявлен почетным гражданином Велико-Тырново.
16 ноября 2020 года награждён орденом «Святые Кирилл и Мефодий» первой степени «за большие заслуги в области просвещения и популяризации болгарской истории». Его награда была официально вручена 11 февраля 2021 года президентом Руменом Радевым. Он был номинирован на награду Правительство Болгарии.